# Битва при Форли
Битва при Форли — сражение, состоявшееся 1 мая 1282 года в городе Форли, в котором французская наёмная армия Папской области (гвельфы) потерпели поражение от гибеллинов Форли.

## Предыстория
В конце 1281 года присланная папой римским Мартином IV французская наёмная армия осадила Форли, который был, возможно, последним оплотом гибеллинов в Италии. Лагерь осаждающих был за городом на месте разрушенных деревень. Спустя нескольких месяцев осады город из-за голода и испытываемых лишений был готов на капитуляцию.
Гвидо да Монтефельтро и несколько сотен человек тайно покинули город ночью с 30 апреля на 1 мая 1282 года и расположились вокруг города, в то время как другая часть войска скрывалось в домах в центре Форли. Кондотьер советовался со своим астрологом Гвидо Бонатти, спросив его об исходе грядущей битвы. Бонатти заметил, что Марс вошел в созвездие Козерога, с которым были связаны жители Форли. ЗГвидо подтолкнул Гвидо к боевым действиям, предсказав победу и свою травму.
На следующий день жители Форли притворились готовыми начать переговоры о сдаче города, открыв ворота армии гвельфов и оказав им большие почести. К вечеру боеспособность французской армии снизилась из-за пиров и целого дня переговоров. В этот заранее подготовленный момент астролог Гвидо Бонатти поднялся на колокольню Сан-Меркуриале и позвонил в колокола. Из домов и снова открытых городских ворот вырвались солдаты Форли, устроившие бойню над пьяными и спящими французами.
Усердное участие в захоронения трупов принял доминиканец Джакомо Саломони.
Психологический эффект победы в Форли был велик, ибо французы лишились существовавшей долгое время репутации непобедимого войска.

## В культуре
- В «Божественной комедии» Данте («Ад», XXVII, 43-45)[3] встречается следующее троестишие:

Оплот, который долго защищался
и где французов алый холм полёг,
в зелёных лапах ныне оказался.
Оригинальный текст (итал.) La terra che fé già la lunga prova
e di Franceschi sanguinoso mucchio,
sotto le branche verdi si ritrova.
— Divina Commedia di Dante Alighierri//MediaSoft.it
Комментаторы считают эти стихи относящимися к Форли (ввиду имевшей там место битвы, а метафору «в зелёных лапах оказался» — аллюзией с изображением зелёного льва на гербе Орделаффи, долгое время бывших синьорами города и близлежащих поселений.
- Фантастическая триллогия итальянского писателя Бартоломео Фиани «История тринадцатого века» (после смерти писателя третья часть была дописана Франко Мистрали) (1869—1876).
- Лоренцо Коста. «В осаде Форли: 1282». (1907)
- Иво Рагаццини. «Под зелёными ветвями. Последние гибеллины». (2013)